# Neil Connery
Neil Connery (Edimburgo, 1º gennaio 1938 – Edimburgo, 10 maggio 2021) è stato un attore britannico.

## Biografia
Fratello di Sean Connery, era noto essenzialmente per il suo ruolo nel film O.K. Connery (1967).

## Filmografia

### Cinema
- O.K. Connery, regia di Alberto De Martino (1967)
- Galaxy Horror (The Body Stealers), regia di Gerry Levy (1969)
- Zui jia pai dang 3: Nu huang mi ling, regia di Hark Tsui (1984)
- The Paisley Snail, cortometraggio documentaristico (1996)

### Televisione
- Adam Smith, serie TV, 1 episodio (1972)
- Charles Endell, Esq, serie TV, 1 episodio (1979)
- Wild Boy, film TV (1980)
- Square Mile of Murder, serie TV, 1 episodio (1980)
- The Treachery Game, serie TV, 1 episodio (1981)
- I Borgia (The Borgias), miniserie TV, 1 episodio (1981)
- Taggart, serie TV, 1 episodio (1989)

## Doppiatori italiani
- Adalberto Maria Merli in O.K. Connery
- Giancarlo Maestri in Galaxy Horror